# McCord Stewart Museum

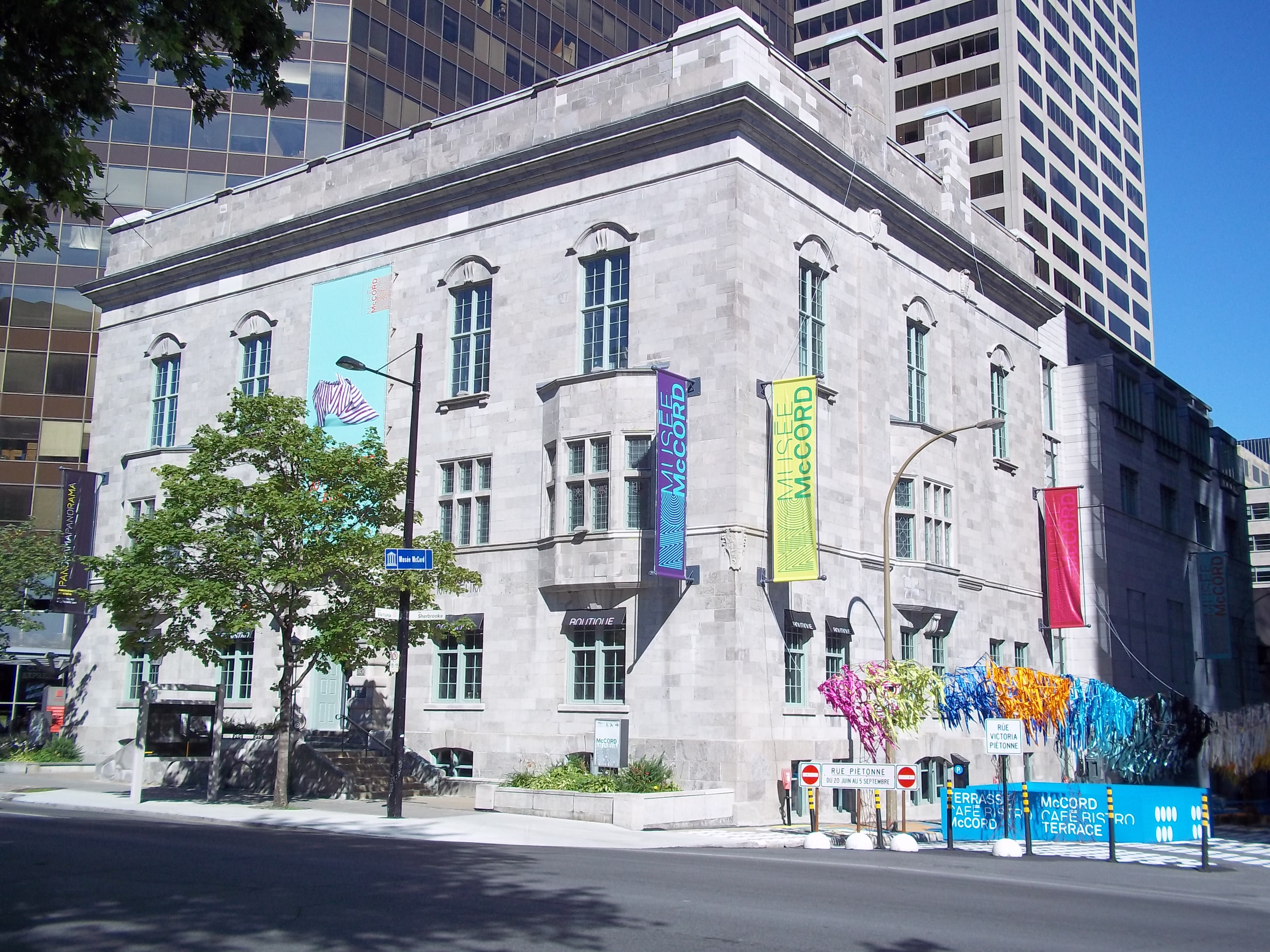
Gebäude des McCord-Stewart-Museums

Das McCord Stewart Museum (französisch Musée McCord Stewart), bis zum 30. August 2022 McCord Museum (französisch Musée McCord), ist ein Museum, das sich der Geschichte Kanadas widmet und ursprünglich als Nationales Geschichtsmuseum geplant war. Es befindet sich in Montreal, 690 Rue Sherbrooke Ouest, unweit der McGill University.

## Geschichte

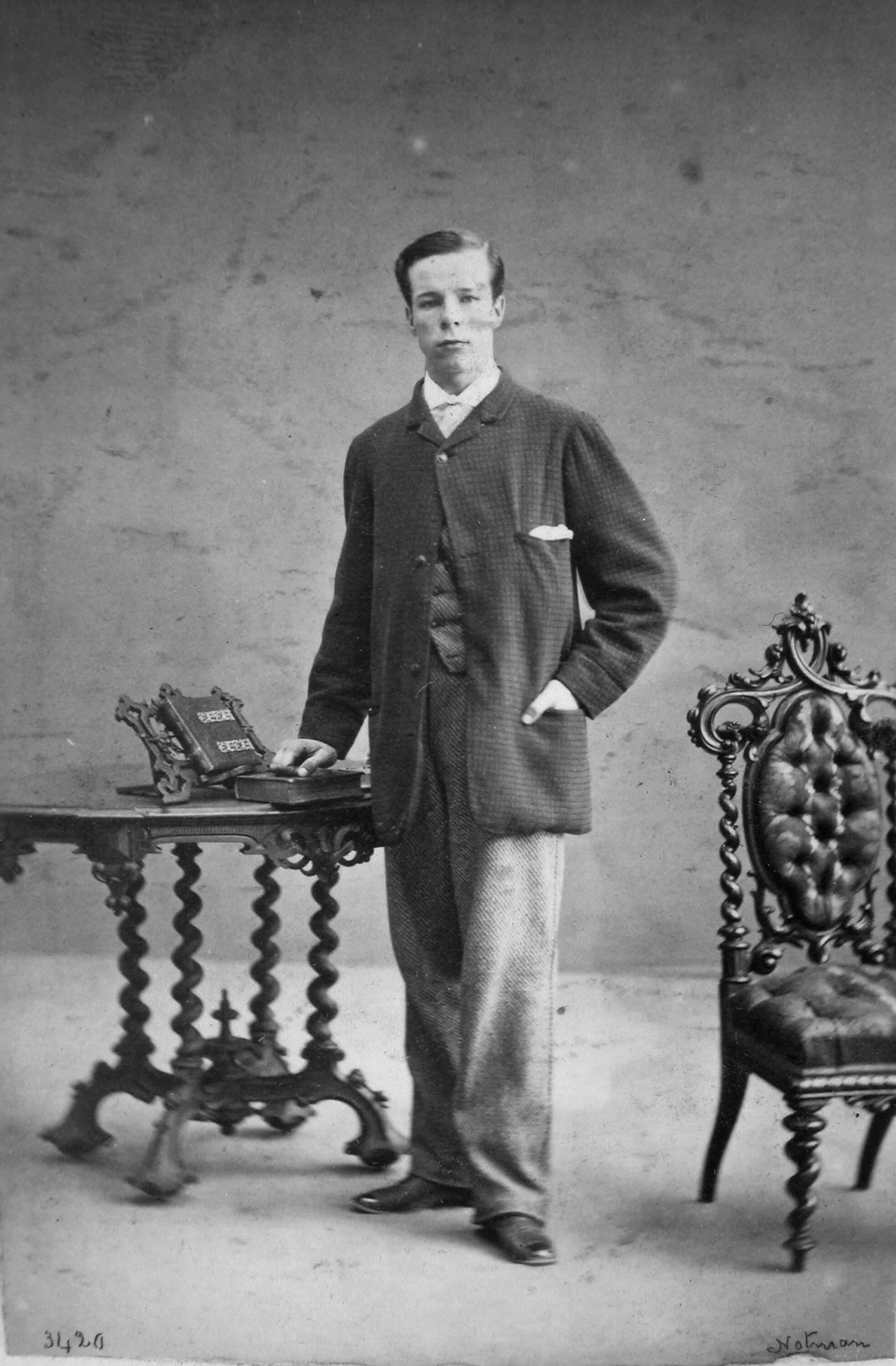
Der Namensgeber des Museums, David Ross McCord

Die Bestände des McCord-Stewart-Museums gehen auf eine seit der Einwanderung der McCord-Familie nach Kanada (um 1760) entstandene Sammlung zurück, die ab 1878 von David Ross McCord (1844–1930) stark vergrößert wurde. Er entwickelte den Plan, in der damals größten Stadt Kanadas ein nationales Geschichtsmuseum zu stiften. Um seine Sammlung der Öffentlichkeit bekannt zu machen, führte er 1908 Journalisten durch seine Sammlung, die sich in seinem Privathaus befand.
Dieses Museum wurde am 13. Oktober 1921 im ehemaligen Haus des Finanziers Jesse Joseph eröffnet, das aus dem Jahr 1865 stammte. Doch zunächst intervenierte William Macdonald, einer der lokalen Magnaten, zugunsten der Universität, der McCord seine Sammlung angeboten hatte. Investoren hatten den Plan gefasst, unmittelbar gegenüber dem Campus der Universität ein Hotel zu errichten, und das Jesse-Joseph-Haus sollte dazu abgerissen werden. Dank Macdonald konnte die Universität das Gebäude erwerben. Nach und nach sollte nun die Sammlung McCord in das Museum einziehen, doch nun wurde das Joseph-Haus für das Commander and Officer Training Corps zur Residenz. Nach dem Ersten Weltkrieg und dem Abzug der Soldaten stand das Gebäude leer.
Unter dem Druck, man könnte die Sammlung McCord an eine andere Stadt verlieren, akzeptierte die Universität 1919 die Schenkung McCords. So wurden die Stücke aus Temple Grove in das neue Domizil transferiert und die besagte Eröffnung konnte 1921 stattfinden. Mary Dudley Muir, die Sekretärin McCords, übernahm die Leitung des Hauses.
Bald zog das Museum Besucher auch aus dem Ausland, wie den USA, aus Europa und China an. Dabei lagen die Schwerpunkte auf Kanadas Geschichte, ebenso wie auf der der Indigenen. Doch wurde es 1936, nach 15 Jahren, für die nichtwissenschaftliche Öffentlichkeit geschlossen, weil der Universität vor dem Hintergrund der Weltwirtschaftskrise die Geldmittel ausgingen. Trotz eines Gutachtens, das den Wert der Einrichtung unterstrich, wurde das Haus geschlossen.
Dennoch wuchs die Sammlung weiter an. McCords Sammlung von etwa 15.000 Artefakten hatte sich binnen zwei Jahrzehnten verdoppelt. Außerdem sollte am bisherigen Standort eine Bibliothek, die McLennan Library eingerichtet werden. 1955 zog das Museum in ein größeres Gebäude, das zuvor Archibald A. Hodgson gehört, und das die Universität erworben hatte. Alice Johannson war zu dieser Zeit Direktorin des McGuill-Museums, sie erhielt Unterstützung für den Umzug durch Gordon Lowther und Isabell Dobel, die auch für die Katalogisierung und die Ordnung der Ausstellungsstücke sorgte. Allerdings herrschten dort inakzeptable Bedingungen, denn nebenan entstand die Riesenbaustelle für das McIntyre Medical Building, und zudem war das Gebäude vollkommen überfüllt.
Am 13. Oktober 1971, 50 Jahre nach der ersten Eröffnung, öffnete das seinerzeitige McCord National Museum im ehemaligen Gebäude der McGill Union erneut seine Pforten. Das Haus war von Percy Erskine Nobbs (1875–1964) gestaltet worden. 1992 wurde das Gebäude erheblich erweitert.
Die McGill University verwaltete das Haus, bis es 1988 nach 67 Jahren zu einem privaten Museum wurde. Führende Exponenten wie John Wilson McConnell (1877–1963), der Herausgeber des Montreal Star, boten Unterstützung. Seine 1937 gegründete Stiftung, nach seinem Tod in The J.W. McConnell Family Foundation umbenannt, unterstützte bis 1971 den Umzug und die Renovierung des Museums und trug insgesamt anlässlich der Feier zum 350-jährigen Bestehen Montreals über 40 Millionen Dollar zum Museum bei. Auslöser einer Welle von Donationen war eine Petition von Dobell an Walter Stewart von der Macdolad Tobacco Company. So entstand eine bescheidener Ausstellungsraum, Umbaumaßnahmen konnten finanziert werden, ebenso wie neue Arbeitsstellen. 1962 wurden die Bestände des Museums durch große Ausstellungen landesweit bekannt (Everyman's Canada). Der Umbau des von Percy Erskine Nobbs Gebäudes in der Sherbrooke Street (McGill Union) wurde wieder von Stewart, aber auch von anderen Spendern, wie Duncan Hodgson, finanziert. 1965 begannen die Renovierungsarbeiten, 1968 der Umzug. Doch 1970 drohten die Mittel auszugehen, und so suchte Dobell wieder nach Sponsoren.

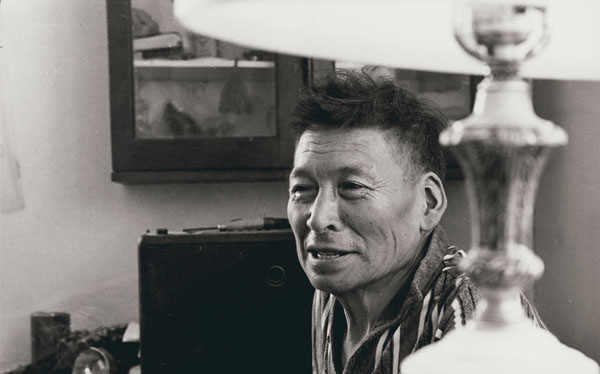
Peter Pitseolak (1902–1973), Tagebuchschreiber und Fotograf, zentral für die späte Geschichte der Baffininsel, 1968

So konnte im Frühjahr 1971 die Eröffnung stattfinden. Weiterhin gelangten wichtige Werke in die Sammlung, wie etwa die 2000 Fotografien des Inuit-Fotografen Peter Pitseolak, die in die Notman Photographic Archives integriert wurden. Die Universität übernahm 1980 die Verantwortung für das Haus und ernannte ein zwölfköpfiges Komitee zur Aufsicht. 1987 konnte auf der Grundlage einer großen Spende von mehreren Millionen Dollar seitens der J. W. McConnell Family Foundation ein Ausbau des Museums erfolgen. 1989 musste daher das Museum ein letztes Mal geschlossen werden. Die Artefakte wurden in einem Warenhaus in der St. Antoine Street zwischengelagert. Außerdem wurde eine Generalinventur durchgeführt. Die nutzbare Fläche im Hauptgebäude konnte insgesamt verdoppelt werden. Das Museum ist seither mit der Canadian Museums Association, dem Canadian Heritage Information Network und dem Virtual Museum of Canada verbunden.
Der Wechsel des Namens im Jahr 2022 erfolgte infolge der Schließung des Stewart Museums am 16. Februar 2021 und der Übernahme seiner Sammlung ins McCord-Museum. Heute wird das Museum von der Bundesregierung, aber auch von der Provinzregierung, der Stadt Montreal und weiterhin einem weitläufigen Sponsorennetzwerk getragen.

## Sammlungen

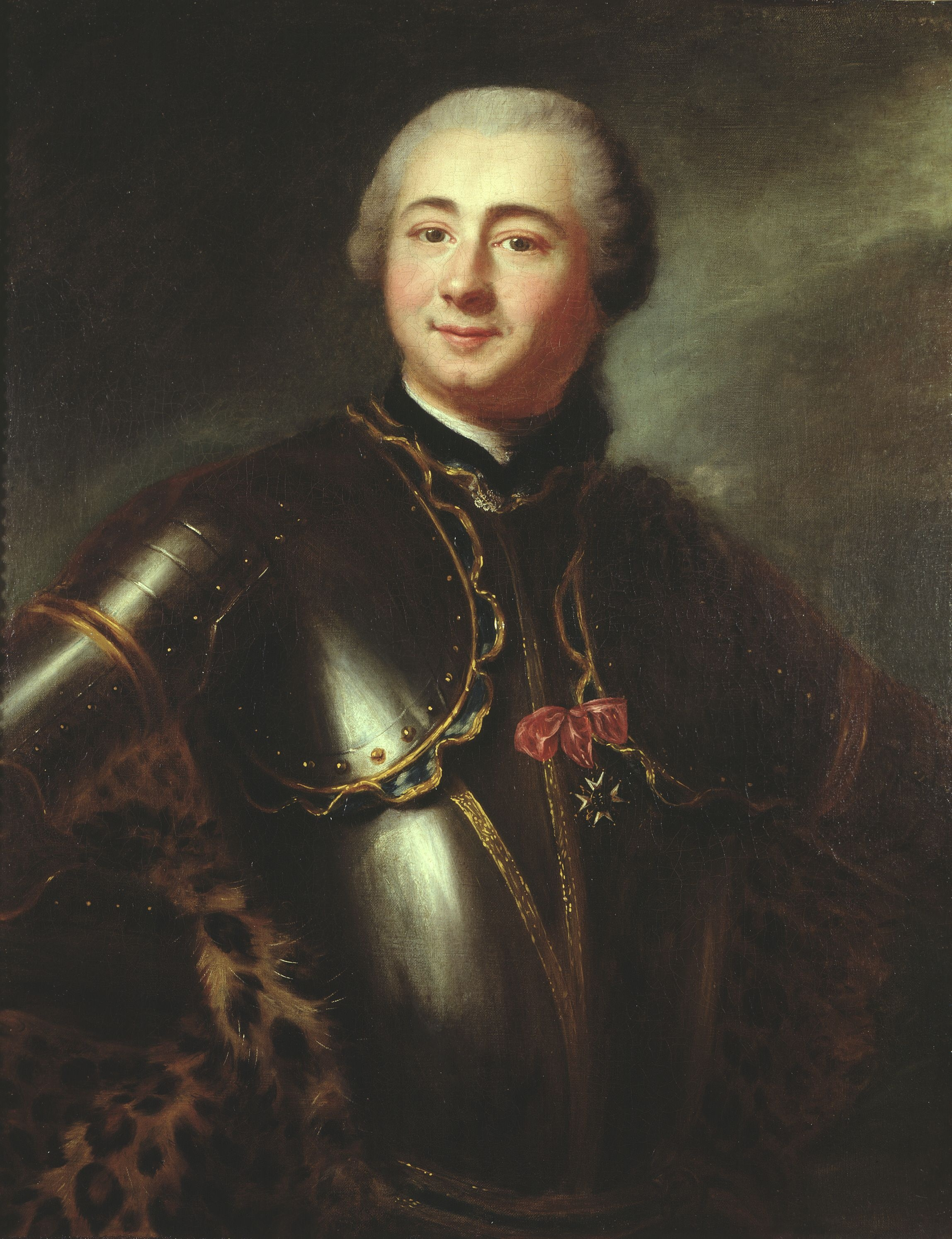
Charles Deschamps de Boishébert et de Raffetot, Öl auf Leinwand, 81,7 mal 65,5 cm, um 1753

Die Sammlungen umfassen insgesamt 1.375.000 Objekte, von denen rund 135.000 als Abbildungen über die Website verfügbar sind. Im Einzelnen sind dies 13.200 ethnohistorische und archäologische Objekte (davon 5.700 online verfügbar), 16.600 Artefakte finden sich in der Sammlung von Textilien und Kleidern (790 online), hinzu kommt eine Sammlung von rund 1.250.000 Fotografien (80.300), die zwischen 1840 und 1935 entstandenen Notman Photographic Archives. Des Weiteren hütet das Haus 65.000 (28.500) Gemälde, Drucke und Zeichnungen, sowie 28.000 (1.900) Alltags- und Kunstobjekte, schließlich 234 Regalmeter Dokumente (550 online).

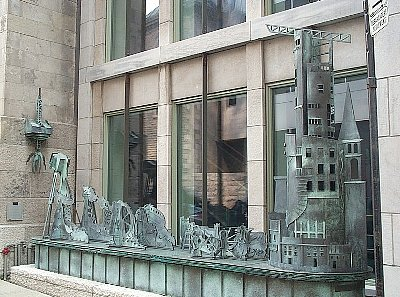
Totempfahl von Pierre Granche auf dem Außengelände

Dabei sind die Objekte zehn Fonds zugeordnet. Diese sind Medicine & Science (Medizin und Wissenschaften), Business & Economy (Unternehmen und Wirtschaft), War and the Military (Krieg und Militär), Politics and Government (Politik und Regierung), Culture, Literature and the Arts (Kultur, Literatur und Kunst), Professions & Trade (Berufe und Handel), Social & Philanthropic Organizations (Gemeinnützige und menschenfreundliche Organisationen), Religious & Fraternal Organizations (Religiöse und brüderliche Organisationen), Family & Private Life (Familie und Privatleben) sowie Travel & Exploration (Reisen und Entdeckungen).
Diesen zehn Fonds sind 115 Provenienzen zugeordnet, unter ihnen die North West Company (1793–1829) und die Hudson’s Bay Company Collection (1808–1862), eine Sammlung zum Ersten Weltkrieg (First World War Collection) oder zum Krieg von 1812 bis 1814 (War of 1812–1814 Collection), ebenso wie eine Louis Riel Collection.